# 春田一夫
春田 一夫（はるた かずお、1931年3月 - ）は、日本の法学者。専門は債権総論（民法）。弁護士。元九州国際大学学長。

## 経歴
- 1931年鹿児島県 市来町出身[1]。
- 1960年法政大学法学部法律学科卒業[2]。
- 1971年同大学院博士課程終了。
- 1971年八幡大学社会文化研究所研究員。
- 1973年八幡大学講師。
- 1977年ドイツ・フライブルク大学留学。
- 1980年八幡大学法経学部助教授。
- 1985年九州国際大学法学部教授。
- 1994年九州国際大学第15代学長就任[3]。
- 1996年九州国際大学大学院教授。
- 1999年学長退任。
- 2003年九州国際大学大学院教授退任。名誉教授授与。

## 人物
ドイツ民法の研究で知られる。
フライブルク大学では民法学の権威フリッツ・リットナー博士に師事を受けた。1978年9月八幡大学で開催されたリットナー博士の学術講演会で通訳を務めた。
学外活動として九州法学会理事、北九州市商工会議所法律相談員、新日鉄労組法律相談員を務めた。
他に民法の代理の研究から権利取得授権を元に第三者のためにする契約の法理を構築した。

## 論文
春田一夫>